# Fay-sur-Lignon
 Fay-sur-Lignon  es una población y comuna francesa, situada en la región de Auvernia, departamento de Alto Loira, en el distrito de Le Puy-en-Velay. Es el chef-lieu del cantón de Fay-sur-Lignon.

## Demografía
| 656 | 621 | 527 | 480 | 441 | 399 |
| Para los censos de 1962 a 1999 la población legal corresponde a la población sin duplicidades (Fuente: INSEE [Consultar]) |     |     |     |     |     |